# Patrick Vroegh
Patrick Vroegh (* 29. November 1999 in Herwijnen) ist ein niederländischer Fußballspieler. Er steht beim RKC Waalwijk unter Vertrag.

## Karriere
Patrick Vroegh wurde im Dorf Herwijnen in der Provinz Gelderland, 52 Kilometer von Rotterdam entfernt, geboren. Er spielte zunächst in den Jugendmannschaften des 60 Kilometer von Herwijnen ansässigen Willem II Tilburg in der Provinz Noord-Brabant, bevor er 2015 in der B-Jugend zu Vitesse Arnheim wechselte. Am 19. Oktober 2019 debütierte Vroegh im Alter von 19 Jahren als Profi in der Eredivisie, als er beim 4:0-Auswärtssieg gegen VVV-Venlo eingesetzt wurde. Bis zum Abbruch der Saison 2019/20, die aufgrund der COVID-19-Pandemie notwendig geworden war, war er sporadisch zum Einsatz gekommen. In der Folgesaison kam Patrick Vroegh regelmäßiger zum Einsatz und spielte zumeist als zentraler Mittelfeldspieler, wobei er kein Stammspieler war. Sein erstes Tor in der Eredivisie schoss er am 16. Januar 2021 beim 4:1-Auswärtssieg des Vereins aus Arnheim (niederländisch Arnhem) – gelegen unweit der deutschen Grenze – gegen den FC Emmen.
Anfang Juli 2022 wechselte er zum Ligakonkurrenten RKC Waalwijk und unterschrieb dort einen Vertrag bis Sommer 2025.